# Lycium vimineum
Lycium vimineum är en potatisväxtart som beskrevs av John Miers. Lycium vimineum ingår i släktet bocktörnen, och familjen potatisväxter. Inga underarter finns listade i Catalogue of Life.